# Октябрьский район (Саранск)
Октя́брьский райо́н — район города Саранска.
Занимает территорию в северо-восточной, восточной и юго-восточной частях города. Площадь 28,1 км².

## История
Образован в 1985 году согласно Указу Президиума Верховного совета РСФСР 15 августа 1985 года из части территорий Ленинского и Пролетарского районов г. Саранска.

## Население
| 1989     | 2002     | 2005     | 2006     | 2007     | 2008     | 2009     |
| -------- | -------- | -------- | -------- | -------- | -------- | -------- |
| 98 746   | ↗103 265 | ↗128 981 | ↘128 258 | ↘127 631 | ↘127 411 | ↘100 490 |
| 2010     | 2011     | 2012     | 2013     | 2014     | 2015     | 2016     |
| ↘100 189 | ↗127 907 | ↘99 757  | ↘99 561  | ↘99 552  | ↗101 576 | ↗105 070 |
| 2017     | 2020     | 2021     |          |          |          |          |
| ↗110 466 | ↗113 201 | ↗120 678 |          |          |          |          |

## Административное подчинение
Административно району подчинены 3 пгт (Луховка, Николаевка, Ялга) и 13 сельских населённых пунктов: посёлок Озёрный, сёла Горяйновка, Зыково, Монастырское, Куликовка, Макаровка и другие, составляющие вместе с самим городом единое муниципальное образование городской округ Саранск.

## Крупные жилые массивы
Посоп, «ТЭЦ-2», им. Ю. А. Гагарина, «Химмаш», «Южный».

## Главные улицы
Волгоградская, Гожувская, Ленинградская, Энергетическая, Косарева, Лихачёва, проспект 70 лет Октября.

## Экономика
В районе 19 промышленных предприятий, ГУП РМ «Тепличное», «Луховское», «Ялга», «1 Мая», ООО «Агрофирма „Николаевская“», Учхоз, 2 К(Ф)Х — «Кильдеев» и «Роса». Специализируются на производстве мяса, молока, овощей.

## Инфраструктура
Функционируют ГТС, МГПИ им. М. Е. Евсевьева, Саранский кооперативный институт, 24 общеобразовательные дневные и 1 вечерняя школы, колледж, 2 лицея, 6 детских художественных и детских музыкальных школ, и школ искусств, Центр детского творчества, 19 дошкольных учреждений, 4 библиотеки, 9 сельских Домов культуры и клубов, 4 больницы, 3 поликлиники, 194 предприятия торговли, 2 рынка.

## Руководители
Первые секретари РК КПСС: с 1985 г. — Н. А. Уткин; в 1988—1990 гг. — Ю. И. Рыбин. Председатель исполкома: с 1985 г. — С. Ф. Щербаков; в 1989—1991 гг. — Г. А. Грызунова. Глава администрации (в 1992—1994 гг., с 2004 г.), района (в 1994—2003 гг.): с 1992 г. — А. И. Замотаев, с 1997 г. — И. П. Волгушев.

## Источник
• Энциклопедия Мордовия, И. И. Шеянова.